# Nacionalismo queer

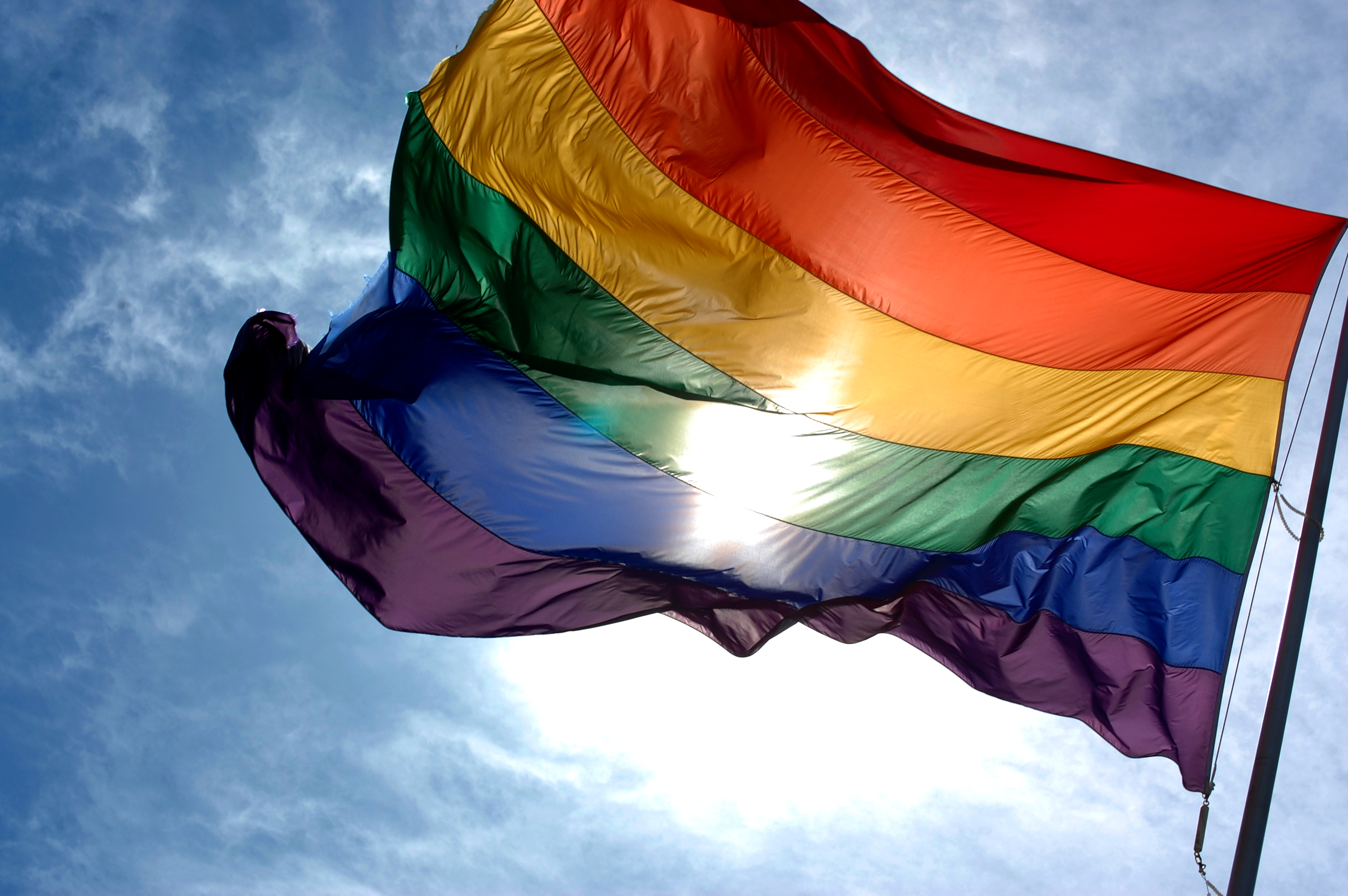
A bandeira LGBT seria um símbolo nacional para o nacionalismo queer.

O nacionalismo queer, nacionalismo LGBTQIA+ ou nacionalismo homossexual é um movimento de libertação que se baseia na ideia que as pessoas LGBTQIA+ não são um grupo de seres humanos com condutas sexuais minoritárias, e sim que são um povo ou nação devido a sua cultura e costumes específicos.

## Nação queer
Os primeiros indícios a respeito da criação de uma identidade queer surgem do advogado alemão Karl Heinrich Ulrichs, que propôs, em 1867, a implementação do casal uraniano e a associação uraniana.
Depois da descriminalização da homossexualidade em muitos países, foi reconhecida uma cultura homossexual. No entanto, a verdadeira igualdade social e legal com os heterossexuais não foi atingida plenamente. Esta situação tem levado a uma crescente frustração e um desejo de separação da maioria hostil heterossexual. Estes sentimentos atingiram um clímax em 1990 com o estabelecimento da Nação Queer, uma organização radical que tem como um de suas slogans «Ódio aos heteros» (I hate straights), mas cujo slogan mais conhecido é «Estamos aqui. Somos queer. Se acostumem» (We're here. We're queer. Get used to it).
Um Estado-Nação para homossexuais foi sugerido, entre outros, por William S. Burroughs, quem mais tarde modificaria suas ideias em favor de uma estrutura similar à da comunidade chinesa Tong.
A primeira tentativa de realizar exigências territoriais foram feitas por um grupo de ativistas australianos em 2004, ao declarar que as pequenas ilhas de Provo seriam o Reino gay e lésbico das Ilhas do Mar de Coral e que seu imperador seria Dale Parker Anderson. Atualmente, o Reino gay e lésbico das Ilhas do Mar de Coral é considerado uma micronação. Devido a desacordos em 2005 dentro do grupo, a Commonwealth do Reino gay e lésbico e a Tribo Gay Unificada cancelaram sua afiliação a figura de Dale Anderson. Existem outros grupos com causas similares, como por exemplo a Gay Homeland Foundation e uma micronação chamada Gay Parallel Republic. 
Os argumentos aos que se referem os nacionalistas queer procedem da Declaração Universal dos Direitos Humanos, a qual:
- em seu artigo 15 garante 1) o direito a ter uma nacionalidade; 2) que ninguém poderá ser desprovido de sua nacionalidade nem negado o direito a mudar sua nacionalidade;
- em seu artigo 16 garante 1) o direito a contrair matrimônio sem nenhuma limitação devida à nacionalidade;
- o reconhecimento formal como um povo pelas Nações Unidas implicaria ao reconhecimento dos casais entre pessoas do mesmo sexo e a eliminação da discriminação contra os homossexuais nos Estados que a repaldam.

O nacionalismo queer assemelha-se ao movimento de emancipação judia e alinha-se com as ideias de Theodor Herzl. A emancipação através da formação de uma identidade nacional, como sugerem os grupos «separatistas», encontra muito pouca resposta dentro da teoria queer oficial (integrativa).

## Investigações sobre o nacionalismo
Os primeiros a reconhecer a "Nação Queer" como uma nova forma de nacionalismo foram Bérubé (1991) e Chee (1991).
Uma análise aprofundada foi publicada em 1996 por Brian Walker. Em seu artigo “Social Movements as Nationalisms, or, On the Very Idea of a Queer Nation” (Movimentos sociais como nacionalismos, ou sobre a ideia própria de uma nação queer), Walker assinala que diversas características da criação nacionalista de uma identidade se aplicam ao movimento nacionalista queer também. Walker classifica ao nacionalismo queer como um dos nacionalismos culturais "novos", que são diferentes dos cultural "velhos" nacionalismos étnicos e religiosos tal como foram definidos por Kymlicka, Margalit e Raz. Walker conclui que a comunidade homossexual cumpre muitos dos critérios necessários para ser considerados como um povo, já que: 
- Todos os nacionalismos começaram como movimentos sociais, como este faz – se trata de gente posta aparte pelas “atitudes de endogrupo e discriminações de outros”;
- A comunidade homossexual tem uma cultura, com seus grupos de discussão, livrarias, revistas, bares, cabaré, etc.,
- Tem uma literatura,
- Procura acesso a “certas figuras finque do Estado” para assegurar sua sobrevivência (em especial tendo em conta os numerosos ataques que recebem, por exemplo, de grupos religiosos), está altamente organizado e cria uma identidade nacional.

Walker considera que as tecnologias modernas tais como internet oferecem uma oportunidade à comunidade homossexual para criar uma cultura global como uma nação (não territorial).
Esta tese apoia-a Paul Treanor, quem considera que uma ordem mundial (não territorial) alternativo é possível. Neste contexto, Treanor fala da comunidade homossexual como um "movimento nacionalista não territorial".